# El cartel
El cartel de los sapos o más conocido como El cartel es una serie colombiana producida por Caracol Televisión en 2008 y 2010. Está dirigida por Luis Alberto Restrepo y Gabriel Casilimas. Se basa en el libro El cartel de los sapos, escrito por el ex narcotraficante colombiano Andrés López López, conocido en el mundo del narcotráfico con el alias de "Florecita" quien escribió el libro durante su estadía en prisión, y luego participó en la elaboración de los libretos. 
En el libro, López narra sus experiencias como narcotraficante del Cartel del Norte del Valle de Colombia. Caracol Televisión decidió hacer algunas modificaciones, por lo cual en la serie, los nombres reales de los lugares y personajes fueron cambiados.
La primera temporada esta protagonizada por Manolo Cardona, quien encarna a Andrés López, bajo el nombre de Martín González y el alias de Fresita. Mientras que la segunda temporada, esta protagonizada por Diego Cadavid, quien interpreta al que una vez fue el mejor amigo de Martín, Pepe Cadena. A lo largo de toda la serie, ambos protagonistas narran las vivencias que acontecen en ese momento.
La serie estrenó oficialmente el 4 de junio de 2008 por Caracol Televisión, mismo año en que se publicó el libro, y alcanzó promedio en audiencia de 35,5 de rating hogares y 14,9 de rating personas y 44,1% de cuota siendo una de las narcoseries colombianas más exitosas en el mundo.

## Sinopsis

### Primera temporada
La serie comienza con Martín González (Manolo Cardona) contando su historia de la cárcel, recordando cuando tenía quince años y su madre trabajaba en Estados Unidos para enviarles dinero. Martín le pide a su mejor amigo Pepe Cadena (Diego Cadavid) que lo lleve a donde su hermano mayor Óscar Cadena (Fernando Solórzano), también conocido como Don Óscar — que en ese momento es el jefe supremo del Cartel del Pacífico — para entrar al negocio.
Martín inicia desde abajo, desde las denominadas "cocinas"; yendo a trabajar todos los días después del colegio. Aquí permaneció por cinco años, pero luego se convirtió en un narcotraficante de talla mayor, siendo una persona clave en el negocio, se le conocía con el alias de "Fresita".
Cuando el máximo capo de la mafia colombiana, Pablo Escobar, fue asesinado (en 1993), sale a flote el nuevo cartel, el Cartel del Pacífico, con Óscar Cadena como líder, que mantenía una relación de amistad y de negocios con Martín González, a quien hizo rico.
Martín se enamora de Sofía (Karen Martínez), a quien le miente para que no se entere del origen de su riqueza. Sin embargo, cuando ella lo descubre, pone a Martín a elegir entre quedarse con ella o seguir en el negocio. Es cuando Martín le pregunta a "Don Óscar" si se podría salir del negocio, a lo que el capo le responde que si quiere seguir viviendo tiene que "ser narco toda su vida".
Óscar, en sociedad con el coronel Ramiro Gutiérrez (Alberto Palacio), ayuda a la policía colombiana para terminar con el Cartel del Sur. Ramiro convence a Óscar a que se entregue con la promesa de una rebaja de pena. Antes de entregarse, Don Óscar ordena a su hermano Pepe y a Martín ir a Miami. Martín y Pepe parten a territorio norteamericano, Martín ahora con su esposa Sofía y sus hijos.
Martín González va contando su historia, pasando por su entrega a la DEA y cómo se convirtió en informante o "sapo" según la jerga del narcotráfico; y luego pasó tiempo en prisión hasta ser liberado, mientras narra también los sucesos en Colombia. Así, la serie se va desenvolviendo entre rivalidades entre los personajes, traiciones, arrestos y muertes violentas, mostrando la realidad del peligroso mundo del narcotráfico; hasta que prácticamente todos los que iniciaron como importantes narcos del Cartel terminan siendo asesinados o arrestados, quedando solamente alias "Don Mario" y Milton Jiménez alias "El Cabo" como los capos más poderosos de Colombia, quienes al momento se declaran la guerra.

### Segunda temporada: El cartel 2: La guerra total
En esta, Martín González finalizó su versión de la historia sobre los carteles de la droga, y ahora es Pepe Cadena quien toma la palabra para contar lo que ocurrió durante los cuatro años siguientes: cómo logró salir de la cárcel en Nueva York con el pretexto de colaborar con la DEA, su huida a Colombia, y finalmente, el momento en que fue nuevamente arrestado y puesto en prisión.
Al igual que en la primera temporada, se recorre el sanguinario mundo del narcotráfico, mostrando la cruel guerra librada entre "Don Mario" y "el Cabo", hasta que deciden hacer las paces por conveniencia; las traiciones, los negocios y las persecuciones, mezclado con los mismos elementos de acción, amor, conflictos familiares y momentos de comedia que la caracterizan. Esta vez, también se muestran los capos de los cárteles de droga mexicanos, con los que hacen negocios "Don Mario" y "el Cabo"; y desde el comienzo de la serie adquieren más protagonismo los agentes de la DEA y sus operaciones para capturar finalmente a la mayor parte de los narcotraficantes.
Se elabora de esta manera, un recuento de los acontecimientos en las vidas de los que alguna fueron los más poderosos capos del narcotráfico: "El Cabo", "Don Mario", "Buñuelo", "Pirulito", Amparo Cadena, "Caliche", el paramilitar apodado "El Pariente", y varios otros allegados suyos; además de quiénes buscaron perseguirlos y someterlos a la justicia con el fin de desmantelar los cárteles de drogas en México y en Colombia, como lo son el Mayor Madero "El caza narcos" y su subordinado teniente Calero, el agente Sam Mathews o la agente mexicana Lilian Young.
La serie finaliza con una reflexión de Pepe sobre el peligro de entrar al narcotráfico, tanto para una persona como para sus familiares, pues una vez más, casi todos terminan siendo atrapados por la DEA y algunos asesinados por cuestiones de venganza o negocios; siendo las últimas muertes la del principal escolta de "El Cabo", y también la del hermano y el hijo de éste, quien termina llorando y refugiado en Venezuela tras fingir su muerte.

## Reparto
para la emisión de la serie, el Canal Caracol decidió cambiar los nombres reales de los personajes y sus alias, aunque sí se mantuvo algún parecido entre el físico de los personajes y sus alias con las personas reales a las que interpretaron. 
 En las siguientes tablas se muestran los nombres de los personajes y los actores, y además los nombres de las personas de la vida real a quienes representan en la serie. Y se resalta en la primera tabla a los personajes que también aparecen en la segunda temporada. Los personajes con asterisco aunque no aparecen en la segunda temporada son mencionados.
| Personaje - Alias                           | Nombre real - Alias                                    | Interpretado(a) por  | Interpretado(a) por     |
| Personaje - Alias                           | Nombre real - Alias                                    | Temporada 1          | Temporada 2             |
| ------------------------------------------- | ------------------------------------------------------ | -------------------- | ----------------------- |
| Martín González Mora - Fresita              | Andrés López López - Florecita                         | Manolo Cardona       |                         |
| Sofía Castro de González                    | María del Socorro Patiño                               | Karen Martínez       |                         |
| Milton Jiménez - El cabo                    | Wílber Alirio Varela - Jabón                           | Robinson Díaz        | Robinson Díaz           |
| Pepe Cadena                                 | Fernando Henao - El Grillo                             | Diego Cadavid        | Diego Cadavid           |
| Oscar Cadena                                | Orlando Henao Montoya                                  | Fernando Solórzano   |                         |
| Álvaro José Pérez - Guadaña                 | Luis Alfonso Ocampo fomeque - Tocayo                   | Julian Arango        |                         |
| Amparo Cadena                               | Lorena Henao Montoya                                   | Sandra Reyes         | Sandra Reyes            |
| John Mario Martínez - Pirulito              | Juan Carlos Ramírez - Chupeta                          | Juan Pablo Raba      | Camilo Sáenz            |
| Julio Trujillo                              | Iván Urdinola - El Enano                               | Fernando Arévalo     |                         |
| Conrado Cadena - El mocho                   | Arcángel Henao - El Mocho                              | Álvaro Rodríguez     |                         |
| Alfonso Rendón - Anestesia                  | Carlos Zapata - El Médico                              | Andrés Parra         | Andrés Parra            |
| Humberto Paredes - Humber                   | Efraín Hernández - Don Efra                            | Juan Ángel           |                         |
| Loaiza, empleado de Don Húmber              | Fernando Cifuentes Villa                               | Manuel Cabral        |                         |
| Samuel Morales                              | Miguel Solano - Miguelito                              | Luis Alfredo Velasco |                         |
| Mario Lopera - Don Mario                    | Diego Montoya - Don Diego                              | Santiago Moure       | Santiago Moure          |
| Gonzalo Tovar - Buñuelo                     | Luis Hernando Gómez - Rasguño                          | Juan Carlos Arango   | Juan Carlos Arango      |
| Apolinar S. Santilla - El Negro Santilla    | Jorge E. Asprilla - El Negro Asprilla                  | Elkin Córdoba        |                         |
| Eliana Saldarriaga de Cadena                | Cristina Santana                                       | Juliana Galvis       |                         |
| Juanita Marín de Tejada                     | Natalia París Gaviria                                  | Nataly Umaña         |                         |
| Juliana Morales León                        | Rosario Molano                                         | Natalia Betancurt    |                         |
| Agente Sam Mathews (DEA)                    | Agente Romedio Viola (DEA)                             | John Gertz           | John Gertz              |
| Agente Peter McAllister (FBI, DEA)          | Agente Terry Cole (DEA)                                | Anthony Guzmán       | Anthony Guzmán          |
| Alias El Ovejo                              | Óscar Varela García - Capachivo                        | Harold Córdoba       | Harold Córdoba          |
| Fermín Urrego Pérez - El Tigre              | Víctor Patiño Fómeque - La Fiera                       | Waldo Urrego         | Waldo Urrego            |
| Coronel Ramiro Gutiérrez                    | Coronel Danilo González                                | Alberto Palacio      |                         |
| David Paz                                   | Baruch Vega - El Fotógrafo                             | Armando Gutiérrez    |                         |
| Hugo de la Cruz                             | Pacho Herrera                                          | Pedro Mogollón       |                         |
| General Javier Ibarra                       | General Rosso José Serrano                             | Germán Quintero      |                         |
| Emmanuel Villegas                           | Miguel Rodríguez Orejuela                              | Victor Cifuentes     | Victor Cifuentes        |
| Leonardo Villegas                           | Gilberto Rodríguez Orejuela                            | Hermes Camelo        | Hermes Camelo           |
| Ignacio Sotomayor                           | Chepe Santacruz                                        | Néstor Alfonso Rojas |                         |
| Manny (Novio de Hugo de la Cruz)            | Gaby                                                   | Andrés Toro          |                         |
| Tulio de la Cruz - Doble Rueda              | José Manuel Herrera - El Inválido                      | Alberto Barrero      |                         |
| Pedro Tejada - Revolver                     | Julio Correa - Julio Fierro                            | Jimmy Vásquez        |                         |
| Susana de Cadena                            | —                                                      | Carolina Cuervo      |                         |
| Francisco José Trujillo                     | Julio Fabio Urdinola Grajales                          | Mauricio Vélez       |                         |
| Silvio Méndez                               | Lucio Quintero Marín                                   | Joavany Álvarez      |                         |
| Caremico                                    | Orlando Sánchez Cristancho - Trompa de marrano         | Christian Tappan     |                         |
| Kevin Izquierdo - Kevin                     | Richard Martínez                                       | Juan Calderón        |                         |
| Guillermo Polo - Guillo                     | —                                                      | Dorian Keller        | Dorian Keller           |
| Ita González                                | —                                                      | Consuelo Luzardo     |                         |
| Miryam de González                          | —                                                      | Pilar Uribe          |                         |
| Perla González Mora                         | —                                                      | Carolina Lizarazo    |                         |
| Ana de Morales                              | —                                                      | Tania Fálquez        |                         |
| René Zamudio                                | José Chepe Puello                                      | Federico Rivera      |                         |
| Giselle                                     | —                                                      | Angeline Moncayo     |                         |
| Frentón                                     | Jorge Botero Fofe                                      | Ramsés Ramos         |                         |
| El Contador                                 | El Secre                                               | Mauricio Navas       |                         |
| Omar Godoy - Navaja                         | Juan Carlos Ortiz - Cuchilla                           | Rodolfo Silva        |                         |
| Adolfo Aguilar                              | Carlos Castaño                                         | Mauricio Mejía       |                         |
| Belinda                                     | —                                                      | Linda Lucía Callejas |                         |
| Soledad de Cadena                           | Piedad Velez de Henao                                  | Majida Issa          |                         |
| Myriam de Saldarriaga                       | —                                                      | Rita Bendeck         |                         |
| Alias "Gargajo"                             | Luis Antonio Uribe Serna                               | Rafael Uribe Ochoa   |                         |
| Alias "Señuelo"                             | —                                                      | John Alex Toro       |                         |
| Alias "Antifaz"                             | —                                                      | Julio Pachón         |                         |
| Cristián                                    | —                                                      | Julio Ocampo         |                         |
| Jonathan de la Cruz                         | William Herrera Buitrago                               | Roberto Marín        |                         |
| Israel de la Cruz                           | Álvaro Herrera Buitrago                                | Héctor García        |                         |
| Alias "Lagartija"                           |                                                        | Johnny Acero         |                         |
| William Torres                              | —                                                      | Nelson Tallaferro    |                         |
| Coronel Jorge Millán/Capitán Harvey Racines | Jaime Hernán Pineda 'Pedro Pineda' o 'Pispis'          | Julio Correal        | Tommy Vásquez           |
| Steven Douglas                              | —                                                      | Brandon Fokken       |                         |
| Pilar Gutierrez                             | —                                                      | Laura Londoño        |                         |
| Leopoldo Aguilar                            | Vicente Castaño                                        | —                    |                         |
| Andrea Negrete - La Mera Mera               | Sandra Ávila - La Reina del Pacífico                   |                      | Patricia Manterola      |
| Raimundo Salgado - Antenas                  | Ramón Oliveros - Parabólica                            |                      | John Alex Toro          |
| John Clemente- El Gringuete o Gordon John   | William Tamayo Hernández - Mazinger                    |                      | Luis Eduardo Arango     |
| Diego Casas - Caliche                       | José Diego Pedraza - Casadiego                         |                      | Carlos Mario Echavarría |
| Victoria "Vicky" Puerta                     | Yovanna Guzmán                                         |                      | Carolina Guerra         |
| Holger Prado - El Puma                      | Juan Diego Espinoza - El Tigre                         |                      | Víctor Mallarino        |
| Alias "El Primo"                            | Carlos Alberto Rentería - Beto Rentería                |                      | Luis Fernando Montoya   |
| Mayor Luis Madero - El Caza Narcos          | Mayor Elkin Leonardo Molina                            |                      | Alejandro Martínez      |
| María Luisa Higuera                         | —                                                      |                      | Margarita Muñoz         |
| Mayor Nemesio Bravo                         | Coronel Bayron José Carvajal                           |                      | Juan Carlos Manrique    |
| Aracely, Tía de Johanna                     | —                                                      |                      | Marcela Agudelo         |
| Johanna Lesmes                              | —                                                      |                      | Angélica Blandon        |
| Teniente Calero                             | —                                                      |                      | Julián Álvarez          |
| Larissa Márquez de Casas                    | Yamely Rico                                            |                      | Paula Barreto           |
| Rodolfo Villate - El Rockie                 | —                                                      |                      | Juan Sebastián Aragón   |
| Marcela Hernández - La India                | —                                                      |                      | Yesenia Valencia        |
| Blanca Racines                              | —                                                      |                      | Paola Dulce             |
| Lina María Acevedo                          | Paula Andrea Betancourt                                |                      | Andrea Noceti           |
| Zully Carmona                               | Nancy Patricia Cadavid                                 |                      | Diana Hoyos             |
| Patricia Carmona                            | Libia Victoria Cadavid                                 |                      | Sandra Guzmán           |
| Oliver García                               | Albeiro Monsalve                                       |                      | Ramiro Sandoval         |
| Alias "Lampiño"                             | —                                                      |                      | Julio Pachón            |
| Antonio Villegas                            | Sigifredo Rodríguez Orejuela                           |                      | Jhonny Rivera           |
| Olga de Martínez                            | Yessica Paola Rojas Morales                            |                      | Patricia Castañeda      |
| Agente Katherine (DEA)                      | —                                                      |                      | Paulina Gálvez          |
| Agente Lilian Young (DEA)                   | —                                                      |                      | Michelle Manterola      |
| Juan B. Guillén - El Piloto                 | Amado Carrillo                                         |                      | Esteban Franco          |
| Alias "El Golfo"                            | Miguel Félix Gallardo                                  |                      | Guillermo Quintanilla   |
| Alias "XL"                                  | Alcides Ramón Magaña - El Metro                        |                      | Ramón Medina            |
| Doctor Rayo                                 | Doctor Wilfrido Barrios Chávez                         |                      | Carlos Serrato          |
| Mariachi de El Piloto                       | —                                                      |                      | Gustavo Ángel           |
| Escolta de Alias "El Golfo"                 | —                                                      |                      | Carlos Arrechea         |
| Wilson Gamboa - "Paredón"                   | Carlos Arturo Patiño - Patemuro                        |                      | Joltzman Núñez          |
| Weimar Castro - Caremotor                   | Wenceslao Caicedo Mosquera - El Señor de la Motosierra |                      | Carlos Sánchez          |
| Pedro - Manteco                             | Weimar Pérez Aranguro - El Grasoso                     |                      | Ulíses González         |
| Mogollo                                     | Gilmer Humberto Quintero Arias - El Cabezón            |                      | Giovanni Galindo        |
| Renso Cobo - Don Teto                       | Eduardo Restrepo Victoria - El Socio                   |                      | Gastón Velandia         |
| Jaime Vélez - Pajarraco                     | Carlos José Robayo - Guacamayo                         |                      | Bernardo García         |
| Milton de Jesús Jiménez - Jimenito          | Wilber Felipe Varela Camacho - "Varelita"              |                      | Juan Hugo Cárdenas      |
| Luisinho                                    | Fernandinho Beira-Mar                                  |                      | Bárbaro Marín           |
| Joyce                                       | Jacqueline Alcântara Morais                            |                      | Viña Machado            |
| Alias "El Pariente"                         | Carlos Mario Jiménez - Macaco                          |                      | Manuel Gómez Gutiérrez  |
| Lucía                                       | —                                                      |                      | Mónica Franco           |
| Sebastián Bonera                            | —                                                      |                      | Carlos Camacho          |
| Abogado Eddy Doménico                       | Abogado Joaquín Perez                                  |                      | Gilberto Reyes          |
| Farid Duarte                                | —                                                      |                      | Ismael Barrios          |
| Agente de la DEA                            | —                                                      |                      | Ilja Rosendahl          |
| Fiscal Lucia Armstrong                      | —                                                      |                      | Ioulia Pakhomova        |
| Julián Levy                                 | —                                                      |                      | Guy Davidyan            |
| General Gervasio Morales                    | General Hugo Armando Carvajal                          |                      | Rafael Lahera           |
| Gildardo Jiménez                            | —                                                      |                      | Jarol Fonseca           |

## Episodios
Esta sección es un extracto de El cartel
| Temporada | Temporada | Episodios | Episodios | Emisión original    | Emisión original      |
| Temporada | Temporada | Episodios | Episodios | Primera emisión     | Última emisión        |
| --------- | --------- | --------- | --------- | ------------------- | --------------------- |
|           | 1         | 57        | 57        | 4 de junio de 2008  | 21 de octubre de 2008 |
|           | 2         | 50        | 50        | 10 de marzo de 2010 | 21 de mayo de 2010    |

- Sergio Borrero como Emiliano Sarmiento

## Premios y nominaciones

### Premios TVyNovelas
| Año  | Categoría                                 | Nominado                                 | Resultado |
| ---- | ----------------------------------------- | ---------------------------------------- | --------- |
| 2011 | Serie Favorita                            | Serie Favorita                           | Nominada  |
| 2011 | Mejor Actriz Antagónica Favorita de Serie | Patricia Manterola                       | Nominada  |
| 2011 | Mejor Actriz de Reparto De Serie          | Amparo Conde                             | Nominada  |
| 2009 | Serie Favorita                            | Serie Favorita                           | Ganadora  |
| 2009 | Mejor Actor Protagónico Favorito          | Manolo Cardona                           | Nominado  |
| 2009 | Mejor Actriz Antagónica Favorita          | Sandra Reyes                             | Nominada  |
| 2009 | Mejor Actor Antagónico Favorito           | Julián Arango                            | Nominado  |
| 2009 | Mejor Revelación Del Año                  | Andrés Parra                             | Nominado  |
| 2009 | Mejor Banda Sonora o Tema Musical         | Alberto Ramón                            | Nominado  |
| 2009 | Mejor Director de Telenovela o Serie      | Luis Alberto Restrepo y Felipe Niño      | Nominado  |
| 2009 | Mejor Libreto de Telenovela o Serie       | Andrés López López y Juan Camilo Ferrand | Nominado  |

### Premios India Catalina
| Año  | Categoría                         | Nominado                                 | Resultado |
| ---- | --------------------------------- | ---------------------------------------- | --------- |
| 2009 | Mejor Serie                       | Mejor Serie                              | Ganadora  |
| 2009 | Mejor Actriz Protagónica de Serie | Nataly Umaña                             | Ganadora  |
| 2009 | Mejor Actriz Protagónica de Serie | Sandra Reyes                             | Nominada  |
| 2009 | Mejor Actor Protagónico de Serie  | Andrés Parra                             | Ganador   |
| 2009 | Mejor Actor Protagónico de Serie  | Róbinson Díaz                            | Nominado  |
| 2009 | Mejor Actor Protagónico de Serie  | Julián Arango                            | Nominado  |
| 2009 | Mejor Libreto Original de Serie   | Andrés López López y Juan Camilo Ferrand | Ganadores |
| 2009 | Mejor Director                    | Luis Alberto Restrepo                    | Ganador   |

### Otros premios
- Seoul International Drama Awards a la Mejor Serie Dramática.
- C21 International Format Awards al Mejor Libreto para una Serie de Televisión: Andrés López y Juan Camilo Ferrand.
- Telemundo a Mejor Libretista: Jörg Hiller.

## El cartel: la película
Con motivo de la popularidad que llegó a alcanzar la serie televisiva de El cartel, se realizó El Cartel de los Sapos: La Película, que cuenta la historia sobre la ascensión de Martín González en parte activa y vital del peligroso Cartel del Norte del Valle.
La versión fílmica de El cartel cuenta con modificaciones respecto de su versión en la pantalla chica, aunque siempre se mantiene el elenco original: a Manolo Cardona como protagonista, Diego Cadavid, Robinson Díaz, Julián Arangó, Andrés Parra, Fernando Solórzano y Juan Pablo Raba entre otros nuevos.
La película se estrenó en Colombia el 28 de septiembre de 2012 y contó con la dirección de Carlos Moreno y el guion de Luis Berdejo y, una vez más, Juan Camilo Ferrand y Andrés López.